# Тележна (Васлуј)
Тележна (рум. Telejna) насеље је у Румунији у округу Васлуј у општини Заподени. Oпштина се налази на надморској висини од 138 m.

## Становништво
Према подацима из 2002. године у насељу је живело 415 становника, од којих су сви румунске националности.